# Nationalpark Volcán Isluga

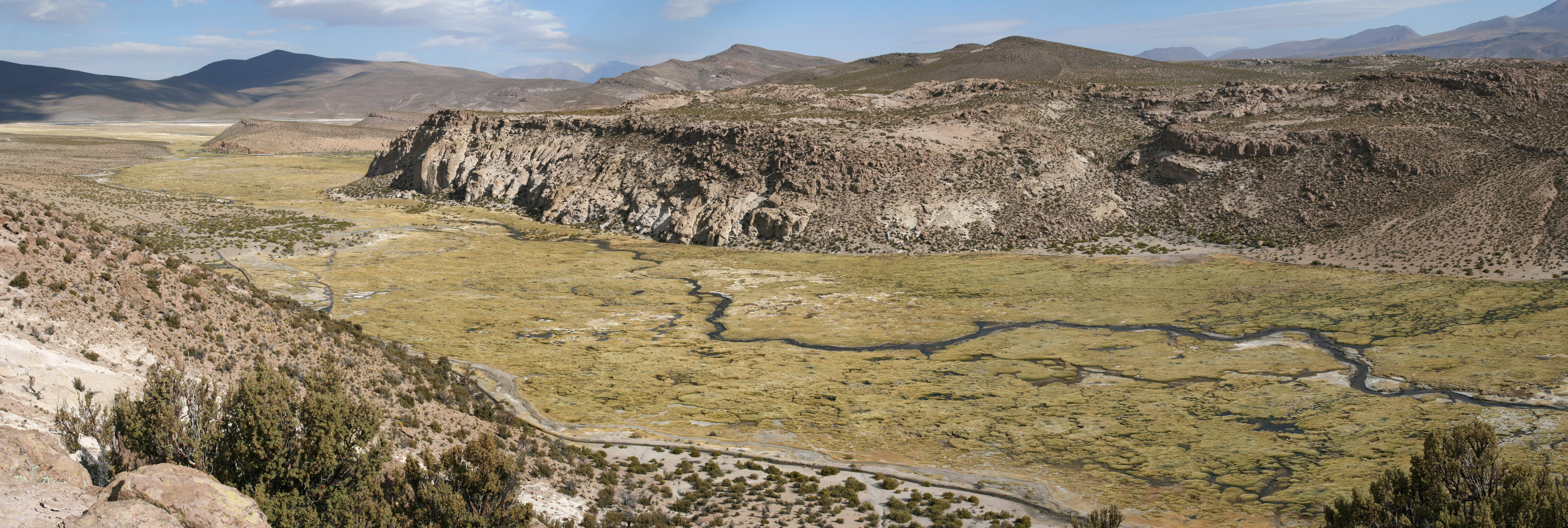
Blick auf den Río Isluga im Nationalpark

Der chilenische Nationalpark Volcán Isluga liegt in den Anden, in der Region Tarapacá, in der Nähe von Colchane an der Grenze zu Bolivien. Nördlich des Parks liegt das Lauca Biosphärenreservat. Der seit 1967 bestehende Nationalpark hat eine Größe von 1747 Quadratkilometer und liegt in einer Höhe zwischen 2100 und 5550 Meter über dem Meeresspiegel. Es ist benannt nach dem höchsten Berg der Region, dem Volcán Isluga, mit einer Höhe von 5550 Meter. Besondere Attraktionen des Parks sind Salzseen, Andenkondore, Pumas, Flamingos, Guanacos, Lamas und Vizcachas. Außerdem gibt es zwei Thermalquellen in dem Park. Auf weitläufigen Wanderwegen kann man Vögel beobachten. Die Hauptzufahrt führt von Iquique nach Huara und von dort auf die A-55 etwa 180 km in Richtung Colchane.
Der Park umfasst das kulturelle Erbe des Volkes der Aymara. Es gibt verschiedene zeremonielle Stätten innerhalb des Parks, wie z. B. Isluga.